# Emakumeen Euskal Bira
Emakumeen Euskal Bira – etapowy wyścig kolarski kobiet, organizowany od 1988 w Kraju Basków, w Hiszpanii. W latach 2018–2019 wyścig należał do cyklu najważniejszych zawodów kobiecych – UCI Women’s World Tour, wcześniej otrzymując kategorię 2.1.
Na początku rozgrywano jako dwuetapowy wyścig, następnie poszerzany o kolejne etapy aż do 2007, od którego zawody składają się z pięciu etapów.
W latach 1988–2007 wyścig odbywał się pod nazwą Emakumeen Bira, zaś pomiędzy 2008 a 2011 – Iurreta-Emakumeen Bira.

## Wyniki
Opracowano na podstawie:
| Rok  | Pierwsze               | Drugie                    | Trzecie                |
| ---- | ---------------------- | ------------------------- | ---------------------- |
| 1988 | Imma de Carlos         | Consuelo Álvarez          | Joane Somarriba        |
| 1989 | María Mora             | Conchita Carballeda       | Raquel Aberasturi      |
| 1990 | Josune Gorostidi       | Consuelo Álvarez          | Margarita Fullana      |
| 1991 | Joane Somarriba        | Ainhoa Artolazabal        | Josune Gorostidi       |
| 1992 | Lenka Ilavská          | Alena Barillová           | Teodora Ruano          |
| 1993 | Alena Barillová        | Lenka Ilavská             | Ildiko Paczova         |
| 1994 | Alena Barillová        | Élisabeth Chevanne-Brunel | Maria Tsal             |
| 1995 | Jeannie Longo          | Lenka Ilavská             | Tatjana Kaverina       |
| 1996 | Teodora Ruano          | Lenka Ilavská             | Joane Somarriba        |
| 1997 | Hanka Kupfernagel      | Alessandra Cappellotto    | Diana Rast             |
| 1998 | Hanka Kupfernagel      | Lenka Ilavská             | Ita Kryganovskaia      |
| 1999 | Hanka Kupfernagel      | Joane Somarriba           | Valentina Gerasimova   |
| 2000 | Joane Somarriba        | Daniela Veronesi          | Fany Lecourtois        |
| 2001 | Leontien van Moorsel   | Tatiana Stiajkina         | Zinaida Stahurska      |
| 2002 | Edita Pučinskaitė      | Eneritz Iturriaga         | Zinaida Stahurska      |
| 2003 | Mirjam Melchers        | Olga Sljussarewa          | Jolanta Polikevičiūtė  |
| 2004 | Joane Somarriba        | Mirjam Melchers           | Fabiana Luperini       |
| 2005 | Swetlana Bubnenkowa    | Trixi Worrack             | Mirjam Melchers        |
| 2006 | Fabiana Luperini       | Susanne Ljungskog         | Nicole Brändli         |
| 2007 | Susanne Ljungskog      | Marianne Vos              | Nicole Brändli         |
| 2008 | Marianne Vos           | Tatiana Guderzo           | Luise Keller           |
| 2009 | Judith Arndt           | Claudia Häusler           | Mara Abbott            |
| 2010 | Claudia Häusler        | Annemiek van Vleuten      | Judith Arndt           |
| 2011 | Marianne Vos           | Emma Johansson            | Judith Arndt           |
| 2012 | Judith Arndt           | Emma Johansson            | Annemiek van Vleuten   |
| 2013 | Emma Johansson         | Elisa Longo Borghini      | Evelyn Stevens         |
| 2014 | Pauline Ferrand-Prévot | Marianne Vos              | Anna van der Breggen   |
| 2015 | Katarzyna Niewiadoma   | Ashleigh Moolman-Pasio    | Emma Johansson         |
| 2016 | Emma Johansson         | Megan Guarnier            | Ashleigh Moolman-Pasio |
| 2017 | Ashleigh Moolman-Pasio | Annemiek van Vleuten      | Katrin Garfoot         |
| 2018 | Amanda Spratt          | Annemiek van Vleuten      | Anna van der Breggen   |
| 2019 | Elisa Longo Borghini   | Amanda Spratt             | Soraya Paladin         |